# 佩盖罗勒德比埃日
佩盖罗勒德比埃日（法語：Pégairolles-de-Buèges，法語發音：[peɡɛʁɔl də bɥɛʒ]）是法国埃罗省的一个市镇，属于洛代沃区。

## 地理
佩盖罗勒德比埃日（43°48'20"N, 3°35'12"E）面积13.35 平方千米，位于法国奧克西塔尼大區埃罗省，该省份为法国南部沿海省份，南濒地中海，西南接奥德省，西北接塔恩省和阿韦龙省，东北与加尔省接壤。
与佩盖罗勒德比埃日接壤的市镇（或旧市镇、城区）包括：科斯德拉塞勒、圣吉耶姆勒代塞尔、圣让德比埃日、圣莫里斯纳瓦塞勒。

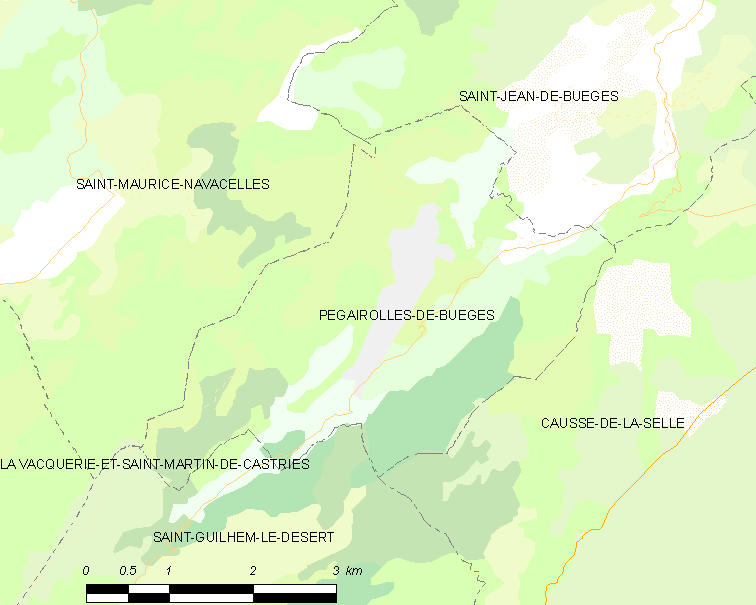
佩盖罗勒德比埃日的OSM定位图

佩盖罗勒德比埃日的时区为UTC+01:00、UTC+02:00（夏令时）。

## 行政
佩盖罗勒德比埃日的邮政编码为34380，INSEE市镇编码为34195。

## 政治
佩盖罗勒德比埃日所属的省级选区为洛代沃县。

## 人口

1962-2008年间佩盖罗勒德比埃日人口变化图示

佩盖罗勒德比埃日于2022年1月1日时的人口数量为55人。